# Evaristo Carvalho
Evaristo do Espírito Santo Carvalho (født 22. oktober 1941, død 28. maj 2022 i Lissabon) var en politiker fra São Tomé og Príncipe som var landets præsident fra 2016 til 2021. Han havde tidligere været landets premierminister ved to lejligheder.

## Politisk karriere
Carvalho var premierminister i São Tomé og Príncipe fra 7. juli 1994 til 25. oktober 1994 og igen fra 26. september 2001 til 28. marts 2002. Han var medlem af partiet Uafhængig Demokratisk Handling (Acção Democrática Independente, ADI).
Carvalho stillede op til præsidentvalget i São Tomé og Príncipe i 2011, da han var formand for parlamentet. Han blev støttet i valgkampen af den daværende nuværende premierminister Patrice Trovoada. Carvalho sluttede på andenpladsen i første valgrunde med 21,8 procent af stemmerne efter den tidligere præsident Manuel Pinto da Costa. De to gik videre til anden valgrunde hvor Costa sejrede med 52,9 procent af stemmerne. Carvalho blev efterfølgende vicepræsident for ADI.

### Præsidentskab
Ved præsidentvalget 2016 fik Carvalho flest stemmer i første valgrunde den 17. juli med 49,8 procent af stemmerne med den siddende præsident Costa på andenpladsen med 24,8 procent af stemmerne, så en anden runde skulle afholdes tre uger senere den 7. august mellem de to. Costa trak sig imidlertid tilbage fra afstemningen i den anden valgrunde idet han påstod at der var sket valgsvindel i den første valgrunde. Dette gav præsidentposten til Carvalho. Han blev indsat på posten den 3. september 2016. Valget blev anerkendt som demokratisk i en presssemeddelelse fra USA's udenrigsministerium som lykønskede Cavalho med valgsejren.